# عبد الكريم العقون
الشيخ الشهيد عبد الكريم العقون

## مولده ونشأته
ولد بقرية لعقاقنـة من قرى بلديـة برج الغدير سنـة 1918 م، كان والـده الشيخ المسعود ممن تعلموا بدشـرة أولاد لعياضي عن الشيخ السعيد ابن الأطرش فحفظ عنه القرآن وتعلم الفقه واللغـة، كما درس بالدشـرة أيـضا جده الشيخ عمار ابن الزيوش وتعلم فن التجويد، وقد كانت والدتـه فاطمة الزهراء -التي توفيت عنه وهو صغير- تحسن القراءة والكتابة وتحفظ ثلاثة أرباع القرآن الكريم، وقد لقبها الشيخ السعيد ابن الأطرش (بالسيــدة).

أول ما قرأ عبد الكريم العقون القرآن كان في كتاب الشيخ العربي ابن العـدوي وواصل حفظه على والـده، ثم راجعه وضبطه على الشيخ علي بن عبد الرحمان بعدها أخذ يتردد على قرية أولاد سيدي منصور لدراسة مبادئ اللغة والفقه على الشيخ موسى الأحمدي نويوات في زاوية ابن السعدي مدة سنـتين تقريبا ومنها انتقل إلى زاوية بن بوداود بنواحي مدينة أقبو. وفي هذه الزاوية أضاف لتحصيله المعرفي في الفقه واللغة مبادئ علم التجويد، ثم انتقل الشاب عبد الكريم إلى مدينة قسنطينة بين سنتي 1933 و 1934 فتتلمذ على الشيخ عبد الحميد بن باديس، وفي سنة 1936 ارتحل إلى تونس فدرس بجامع الزيتونة على الطريقة الحرة وعـاد منه سنة 1939 م بشهادة التحصيل. وبرجوعه إلى مسقط رأسه وأهله عقد الوالد لابنه عبد الكريم الزواج الثاني -بعد الأول الذي كان قبل العشرين من عمره مع إحدى بنات عمومته وفشل- كان هذا الزواج الثاني من السيدة خديجة بنت الشيخ السعيد ابن المكي بولعواد الحسناوي وقد كان كما شهدت أرملته زواجا سعيدا عاش فيه الزوجان في كنف المودة والاحترام المتبادل، وقد وهبهما الله به أربعة أبناء ذكور هما: محمد رضا والوليد وعبد المالك وفيصل.

## نشاطه وأعماله
وإثر عودته من الزيتونة جمع الشيخ عبد الكريم أبناء القرية إليـه فعلمهم في الكتاب بضعة شهور، ثم انتقل بعدها إلى مدينة برج بوعريريج فعلم بمدرسة التهذيب ومع سنة 1941 م ارتحل إلى العاصمة عند خاله محمد الحسن بن عمار بن الزيوش وسعى للحصول على رخصة من السلطات الفرنسية تخول له التعليم فـتم له ذلك بمدرسة الفلاح عند شارع صالح بوعكوير واستمر مدة 15 سنة، ثم بالمدرسة التابعة لمسجد المدنية حتى تاريخ اعتقاله واستشهاده سنة 1959 م. 

شغل الشيخ عبد الكريم العقون في الجزائر العاصمة وظيفتين متلازمتين هـما التعليم والإمامة، فقد أم المصلين بمسجد سانتوجين وبمسجد المدنيــة.
قال الشيخ محمد الأخضر السائحي: «عرف الشيخ عبد الكريم العقون عند سكان بيلكور كرجل ديـن أكثر منه شاعـرا، وقد منحته وظيفة الإمامة من محبة الناس وتقديرهم مالم يمـنح غيره من الأدباء، كنت أرافقه أحيانا لقضاء الأمسيات عبر شوارع العاصمة فيميل إليه الصغار والكبار يلاقونه بالتحية والتسليم، وقد كان هو شديد الحياء، كثير التواضع، يرد عن تحية الكبار وينحني لتقبيل الصغار، حتى أنني قلت له ذات مرة:﴿إن السائر معك ليحتاج إلى صبر ‍‌‌‍، قال: ولـم؟ قلت: لثـقلك، فتبسم رحمه الله ﴾».
وقال فيه الشيخ أحمد شقار: «عرفت الشيخ عبد الكريم العقون ورافقته في مناسبات ثقافية واجتماعية كثيرة، كما جمعني به الحديث عن الشعر والشعراء عدة مرات، فوجدته رجلا يؤلف من أول لقاء لتواضعه ولين رفقته، رجلا حيويا نشيطا، حسن الهندام أنيقا، مغرما بصور الفن ومشاهد الجمال، يلتقط الصور الفوتوغرافية أثناء النزهات ويكثر القراءة للصحف والمجلات، ويولع بأخبار الشعر والشعراء خصوصا ذوي الاتجاه الرومانسي».

كان عضوًا في جمعية العلماء المسلمين الجزائريين ودعاتها المتحمسين، وبرز نشاطه الثقافي من خلال اجتماعاتها ومجلتها «البصائر».

## الإنتاج الفكري
له عدد من القصائد المنشورة في مجلة «البصائر» في المدة ما بين 1947 و1956 ومنها: «يا رفيقي»، «تباشير الصباح»، «ذكريات وعهود»، «في مولد الربيع»، «تحية المغرب»، وله ديوان مخطوط.
تنوعت موضوعات شعره بين الاتجاه الوطني والاتجاه القومي والاتجاه الذاتي، وفيهما حرص على مجاراة تيارات وشعراء عصره المجددين من أمثال «أبي القاسم الشابي» فغلبته نزعة التأمل في الوجود والذات. وكثير من شعره يتغنى بالطبيعة ويحتفي بصورها، مراعيًا - في أبنيته - تدفق الإيقاع وسلاسة اللفظة، مع سعة في الخيال وجمال التعبير.

### نماذج من شعره
قصيدة بعنوان «من وحي البحر»، منها:
وفي قصيدة بعنوان «بني العرب هذا يومكم»:
وفي قصيدة أخرى بعنوان: «الكون ضاق بكل حكم جائر» قالها في ذكرى مجازر 8 ماي 1945:
خطأ لوا في mw.text.lua على السطر 25: bad argument #1 to 'match' (string expected, got nil).

## استشهاده
حين اندلعت ثورة التحرير الوطني انظم الشيخ عبد الكريم إلى صفوف المنظمة المدنية لجبهة التحرير الوطني، فعمل على بث الوعي وحشد الرأي الوطني لدعم الثورة، وشغل وظيفة أمين صندوق المال لمنطقة المرادية، ولما حاطت به شكوك قوات الأمن الاستعماري أخذت تعتقله من حين لحين لا ستنطاقه والتحقيق معه، حتى اقتحمت عليه بيـته ليلة 15 جانفي سنة 1959 م واعتقلته بسجن الكورنيش عند باب الوادي مدة تقارب الثلاثة شهور ثم نقلته إلى سجن الدويرة وأعدمتـه بقرية لخرايسية ليلة 13 ماي 1959 م.